# Bound (film, 2015)
Pour les articles homonymes, voir Bound.
Pour plus de détails, voir Fiche technique et Distribution.
Bound est un film américain, réalisé par Jared Cohn, sorti en 2015. 
Produit par le studio The Asylum, ce film est un mockbuster du film Cinquante nuances de Grey de  Sam Taylor-Wood, sorti la même année.

## Fiche technique
- Titre : Bound
- Réalisation : Jared Cohn
- Scénario : Jared Cohn et Delondra Mesa
- Pays d'origine : États-Unis
- Genre : thriller
- Date de sortie : 2015

## Distribution
- Charisma Carpenter : Michelle Mulan
- Daniel Baldwin : Walter
- Terrell Owens : Terrell
- Morgan Obenreder (en) : Dara
- Andy T. Tran (en) : Lee
- Hayley McLaughlin (es) : Alana
- Bryce Draper : Ryan Black
- Michael Monks : Preston